# Oldendorf (Luhe)
Oldendorf is een gemeente in de Duitse deelstaat Nedersaksen. De gemeente maakt deel uit van de Samtgemeinde Amelinghausen in het Landkreis Lüneburg. Oldendorf (Luhe) telt 1.043 inwoners.
- Gemeinsame Normdatei: 2128129-4
- Virtual International Authority File: 154290419
- WorldCat: E39PBJtX7V3mhDvXwQtG9vwwG3

Adendorf · 
Amelinghausen · 
Amt Neuhaus · 
Artlenburg · 
Bardowick · 
Barendorf · 
Barnstedt · 
Barum · 
Betzendorf · 
Bleckede · 
Boitze · 
Brietlingen · 
Dahlem · 
Dahlenburg · 
Deutsch Evern · 
Echem · 
Embsen · 
Handorf · 
Hittbergen · 
Hohnstorf (Elbe) · 
Kirchgellersen · 
Lüdersburg · 
Lüneburg · 
Mechtersen · 
Melbeck · 
Nahrendorf · 
Neetze · 
Oldendorf (Luhe) · 
Radbruch · 
Rehlingen · 
Reinstorf · 
Reppenstedt · 
Rullstorf · 
Scharnebeck · 
Soderstorf · 
Südergellersen · 
Thomasburg · 
Tosterglope · 
Vastorf · 
Vögelsen · 
Wendisch Evern · 
Westergellersen · 
Wittorf